# Хроника Великой Отечественной войны (сентябрь 1941 года)

## 1 сентября1941 года. 72-й день войны
Ленинградская оборонительная операция. 1 сентября 23-я армия остановила наступление финских войск в Карельском укрепрайоне, у государственной границы 1939 г. Фронт на северных подступах к Ленинграду стабилизировался до июня 1944 г. (см. карту — Ленинградская оборонительная операция. 10 июля — 30 сентября 1941 г.).
1 сентября Ставка ВГК указала командованию Ленинградского фронта на то, что оборона подступов к Ленинграду ведется недостаточно организованно и упорно и потребовала принять более действенные меры по усилению обороны города.

1 сентября 1941 г. 06 ч. 40 мин.
Ставка считает тактику Ленинградского фронта пагубной для фронта. Ленинградский фронт занят только одним — как бы отступить и найти новые рубежи для отступления. Не пора ли кончать с героями отступления? Ставка последний раз разрешает вам отступить и требует, чтобы Ленинградский фронт набрался духу честно и стойко отстаивать дело обороны Ленинграда.
И. СТАЛИН, Б. ШАПОШНИКОВ

Смоленское сражение (1941). 22-я армия Западного фронта остановила наступление противника западнее и севернее г. Андреаполь. 30-я, 19-я, 16-я и 20-я армии Западного фронта перешли в наступление под Смоленском. В ночь на 1 сентября войска 16-й армии форсировали Вопь и прорвали оборону противника (см. карту — [dic.academic.ru/pictures/sie/smolen_obor_oper.jpg Смоленская оборонительная операция. 10 июля — 10 сентября 1941 г.]).
2-я танковая группа Гудериана группы армий «Центр», наступая в направлении на Конотоп, 1 сентября прорвалась к Десне и захватила на её левом берегу плацдарм у Шостки.
40-я армия отошла в юго-восточном направлении. 21-я армия, обойденная с востока войсками 2-й танковой группы, а с запада — 2-й немецкой армией, подошедшей к Чернигову, оказалась под угрозой окружения и начала поспешно отступать на юг к Десне.
Киевская операция (1941). 11-я армия группы армий «Юг» ведет бои по расширению плацдарма у Берислава под Каховкой. Войска армии продвигаются также в районе плацдарма у Днепропетровска (см. карту — [dic.academic.ru/pictures/bse/gif/0237149994.gif Киевская оборонительная операция 7 сентября — 26 сентября 1941 г.]).
Гальдер: Войска 11-й армии успешно ведут бои по расширению плацдарма у Берислава. (На плацдарме уже пять полков.) Войска армии продвигаются также в районе плацдарма у Днепропетровска, где они, предположительно, овладели разрушенным железнодорожным мостом. Форсирование реки 100-й и 97-й легкими пехотными дивизиями даст возможность переправить на тот берег (у Кременчуга) ещё три полка. Однако из-за превосходства противника в воздухе пока невозможно навести мост.
Совинформбюро. В течение 1 сентября наши войска вели бои с противником на всём фронте.

## 2 сентября1941 года. 73-й день войны
2 сентября. В Ленинграде произведено первое снижение продовольственных норм по карточкам: рабочим и ИТР стали выдавать по 600 г хлеба в день, служащим — 400 г, иждивенцам и детям до 12 лет — 300 г.
Смоленское сражение (1941). Резервный фронт продолжал наступление на ельнинском направлении. 2 сентября Брянский фронт во взаимодействии с 40-й армией Юго-Западного фронта нанес удары в направлениях Рославль, Стародуб и Новгород-Северский.
2-я танковая группа на флангах отражала контрудары советских войск, а 24-й моторизованный корпус продолжал продвигаться на юг.
Киевская операция (1941). 2 сентября Ставка ВГК потребовала от главнокомандующего Юго-Западного направления во что бы то ни стало удержать Чернигов. К этому времени сплошной организованной обороны советских войск во всей полосе наступления противника от Шостки до Чернигова уже не было, а резервов для закрытия образовавшихся брешей командование Юго-Западного фронта не имело.
Совинформбюро. В течение 2 сентября наши войска продолжали вести упорные бои с противником на всём фронте. После ожесточённых боёв наши войска эвакуировали город Таллин.

## 3 сентября1941 года. 74-й день войны
3 сентября. И. В. Сталин направил второе послание У. Черчиллю с предложением «создать уже в этом году второй фронт где-либо на Балканах или во Франции, могущий оттянуть с восточного фронта 30—40 немецких дивизий, и одновременно обеспечить Советскому Союзу 30 тысяч тонн алюминия к началу октября с.г. и ежемесячную минимальную помощь в количестве 400 самолётов и 500 танков (малых или средних). Без этой помощи Советский Союз либо потерпит поражение, либо будет ослаблен настолько, что надолго потеряет способность помогать союзникам активными действиями на фронте против гитлеризма».
Ельнинская операция (1941). К исходу 3 сентября советские войска сузили горловину ельнинского выступа до 6—8 км. Под угрозой окружения противник начал отвод своих сил из ельнинского мешка, прикрываясь сильными арьергардами по всему фронту выступа (см. карту — Ельнинская операция. 30 августа — 9 сентября 1941 г.).
Гальдер: Потери немецкой армии с 22 июня по 31 августа 1941 года составили 409 998 человек. Среднесуточные — 5775.
Совинформбюро. В течение 3 сентября наши войска вели упорные бои с противником на всём фронте.

## 4 сентября1941 года. 75-й день войны
Оборона Заполярья. Утром 4 сентября финские войска перешли в наступление против советской 7-й отдельной армии.
Ленинградская оборонительная операция. Противник начал систематический артиллерийский обстрел Ленинграда из района Тосно.
Совинформбюро. В течение 4 сентября наши войска продолжали вести бои с противником на всём фронте.

## 5 сентября1941 года. 76-й день войны
Ельнинская операция (1941). Советские войска севернее Ельни заняли Чапцово и ворвалась в Ельню.
Ф. Гальдер: «Наши части сдали противнику дугу фронта у Ельни. Противник ещё долгое время, после того как наши части уже были выведены, вёл огонь по этим оставленным нами позициям и только тогда осторожно занял их пехотой. Скрытый отвод войск с этой дуги является неплохим достижением командования».
Смоленское сражение (1941). Войска 2-й армии и 2-й танковой группы Группы армий «Центр» медленно с боями продвигаются на юг.
Киевская операция (1941). 17-я армия и 1-я танковая группа Группы армий «Юг» расширили захваченные на Днепре плацдармы.
5 сентября. В Москве объявлена эвакуация всех детей возрастом до 12 лет
Совинформбюро. В течение 5 сентября наши войска вели бои с противником на всём фронте.

## 6 сентября1941 года. 77-й день войны
6 сентября. В ответе на послание И. В. Сталина от 3 сентября 1941 У. Черчилль сообщал, что «в настоящее время нет никакой возможности осуществить такую британскую акцию на Западе (кроме акции в воздухе), которая позволила бы до зимы отвлечь германские силы с восточного фронта. Нет также никакой возможности создать второй фронт на Балканах без помощи Турции».
Ленинградская оборонительная операция. Войска 8-й армии к 6 сентября отступили на рубеж Копорский залив — Ропша (15 километров южнее Петергофа). Здесь они при поддержке морской пехоты, артиллерийского огня фортов береговой обороны и кораблей Балтийского флота остановили наступление противника.

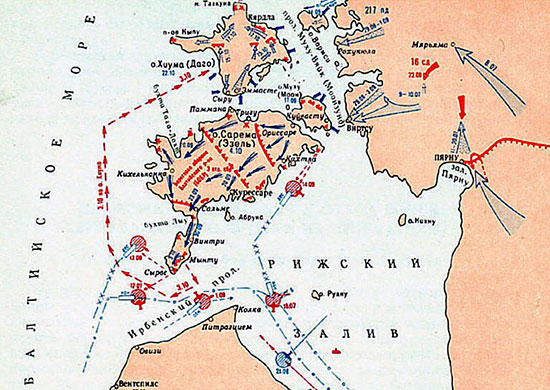
Оборона Моонзундских островов
22 июня ― 22 октября 1941 г.

Моонзундская оборонительная операция (1941). Началась оборона Моонзундских островов войсками 8-й армии Ленинградского фронта и частью сил Балтийского флота, продолжавшаяся до 22 октября. Немецкие войска с побережья Эстонии начали боевые действия по захвату Моонзундских островов.
6 сентября. Начались оборонительные бои войск Северо-Западного фронта на демянском направлении.
Ельнинская операция (1941). Войска Резервного фронта освободили Ельню.
Киевская операция (1941). 21-я армия включена в состав Юго-Западного фронта и получила задачу прочно оборонять Десну.
6 сентября. «Правда» впервые назвала партизан «народными мстителями».
6 сентября. В директиве немецкого верховного главнокомандования № 35 от 6 сентября 1941 г. была изложена общая идея завершающих осенних операций на советско-германском фронте. Группе армий «Север» предлагалось совместно с финскими соединениями окружить советские войска в районе Ленинграда. Группе армий «Центр» приказывалось не позднее конца сентября перейти в решительное наступление на московском направлении. Группа армий «Юг» получила указание главными силами завершить начатую против Юго-Западного фронта операцию.
Совинформбюро. В течение 6 сентября наши войска вели бои с противником на всём фронте.

## 7 сентября1941 года. 78-й день войны
Оборона Заполярья. 7 сентября немецкие войска возобновили наступление на Мурманск, но натолкнулись на упорное сопротивление 14-й армии.
7 сентября. Финская армия начала захват острова Рахмансаари.
Ленинградская оборонительная операция. Немецкие войска остановлены на подступах к Ораниенбауму. Силами 8-й армии, 2-й и 5-й бригадами морской пехоты создана устойчивая оборона — Ораниенбаумский плацдарм.
Смоленское сражение (1941). 7 сентября 2-я танковая группа заняла Конотоп, а 2-я немецкая армия завязала бои в Чернигове.
Ельнинская операция (1941). 43-я армия форсировала Стряну и развила наступление на запад.
Совинформбюро. В течение 7 сентября наши войска продолжали вести упорные бои с противником на всём фронте.

## 8 сентября1941 года. 79-й день войны
Моонзундская оборонительная операция (1941). 8 сентября немцам удалось высадиться на острове Вормси.
Ленинградская оборонительная операция. Немецкие войска заняли Шлиссельбург и замкнули кольцо блокады вокруг Ленинграда.
Ельнинская операция (1941). К исходу 8 сентября 24-я армия полностью ликвидировала ельнинский плацдарм и вышла к оборонительному рубежу по линии Новые Яковлевичи, Ново-Тишово, Кукуево. Завершилась Ельнинская операция.
Совинформбюро. В течение 8 сентября наши войска вели бои с противником на всём фронте.
На СМОЛЕНСКОМ НАПРАВЛЕНИИ двадцатишестидневные бои за гор. Ельня под Смоленском закончились разгромом дивизии «СС», 17 мотодивизии, 10 танковой дивизии, 15, 137, 178, 292, 268 пехотных дивизий противника. Остатки дивизий противника поспешно отходят в западном направлении. Наши войска заняли г. Ельня, наша авиация продолжала наносить удары по войскам противника на поле боя и уничтожала авиацию на его аэродромах. В ночь на 8 сентября наши самолёты бомбардировали Бухарест. Все самолёты вернулись на свои базы.

## 9 сентября1941 года. 80-й день войны
Ленинградская оборонительная операция. 9 сентября в 9.30 утра Группа армий «Север» начала новое наступление в обход Красногвардейска c запада, а Красного Села с юга и востока. Наступавшая в первом эшелоне 41-го корпуса 36-я моторизованная дивизия прорвала оборону 3-й ДНО и продвинулась к концу дня на 10 км в глубину обороны советских войск.
Киевская операция (1941). 9 сентября по просьбе командования Юго-Западного фронта Ставка разрешила отвести 5-ю армию и правый фланг 37-й армии на Десну с целью прикрытия правого крыла фронта. Противник, наступавший с севера, оттеснил 5-ю армию от Десны и продвинулся от Чернигова к Нежину.
17-я немецкая армия, форсировав Днепр юго-восточнее Кременчуга, к 9 сентября захватила крупный плацдарм. На этом плацдарме сосредоточились основные силы армии и 1-й танковой группы. Попытки командования Юго-Западного направления отбросить противника за Днепр остались безрезультатными.
Тирасполь-Мелитопольская оборонительная операция. Утром 9 сентября 11-я немецкая армия возобновила наступление, нанося главный удар с каховского плацдарма. Войска 9-й армии Южного фронта трое суток сдерживали атаки противника.
9 сентября. Иранский меджлис одобрил принятие правительством Ирана предложения правительств СССР и Великобритании об условиях ликвидации конфликта между СССР и Великобританией, с одной стороны, и Ираном — с другой.
Совинформбюро. В течение 9 сентября наши войска вели упорные бои с противником на всём фронте.

## 10 сентября1941 года. 81-й день войны
Синявинские операции (1941). (1-я синявинская операция). Началась Синявинская наступательная операция 54-й армии и Невской оперативной группы Ленинградского фронта (10—26 сентября) с целью прорыва блокады Ленинграда. 54-я армия перешла в наступление из района Сиголово в направлении на Мгу. Со стороны Ленинграда перешла в наступление Невская оперативная группа.
Смоленское сражение (1941). Войска Западного, Резервного и Брянского фронтов, исчерпавшие наступательные возможности, по приказу Ставки перешли к обороне. Завершилось Смоленское сражение (10 июля — 10 сентября 1941 г.). Советские войска нанесли тяжёлый урон группе армий «Центр». Продолжительность сражения — 63 суток. Ширина фронта боевых действий — 600—650 км. Глубина отхода советских войск — 200—250 км. Численность войск — 581600 чел. Безвозвратные потери — 486171 (83,6 %). Санитарные — 273803. Всего — 759974. Среднесуточные — 12063.
Киевская операция (1941). К 10 сентября немецкие войска форсировали Десну и вышел на рубеж Конотоп, Чернигов. 5-я армия Юго-Западного фронта продолжает отходить на юг вдоль шоссе Чернигов — Киев. 2-я танковая группа, нанеся удар в стык 40-й и 21-й армии, 10 сентября прорвалась в район Ромны, а 17-я армия захватила плацдарм в районе Кременчуга. На нём для удара на север сосредоточилась 1-я танковая группа. 38-я армия отошла на рубеж Максимовка, Ульяновка, Перевалочная.
Командующий Юго-Западным фронтом М. П. Кирпонос, увидев реальную угрозу окружения своих войск, доложил в Москву о том, что 40-я и 21-я армии не в состоянии ликвидировать танковую группу противника, прорвавшуюся к Ромнам и попросил разрешения на немедленную переброску войск из Киевского укрепрайона на пути движения 2-й танковой группы и общий отход войск фронта на рубеж реки Псел. В ответ начальник Генерального штаба Шапошников брать войска из КиУР запретил и дал указание вывести из состава 26-й армии две дивизии и использовать их для ликвидации противника. Отвод войск на восток Ставка Верховного Главнокомандования считала преждевременным.
Гальдер: Группа армий «Центр». 2-я армия форсировала Десну, разгромила ряд частей противника и продвигается в юго-восточном направлении. 2-я танковая группа заняла Ромны и двигается навстречу своему партнёру — группе Клейста, Странно, что противник не предпринял контратак против восточного крыла 2-й танковой группы.
Потери немецкой армии с 22 июня по 26 августа 1941 года составили 441 100 человек. Среднесуточные — 6683.
Совинформбюро. В течение 10 сентября наши войска продолжали вести упорные бои с противником на всём фронте.

## 11 сентября1941 года. 82-й день войны
Ленинградская оборонительная операция. Немецкий 41-й мотокорпус занял Дудергоф. В ходе массированного воздушного налета на Ленинград были подожжены Бадаевские продовольственные склады. Вечером 11 сентября директивой Ставки ВГК К. Е. Ворошилов освобождался от обязанностей командующего Ленинградским фронтом, а на его место назначался Г. К. Жуков.
Киевская операция (1941). 11 сентября главком Юго-Западного направления С. М. Буденный обратился в Ставку ВГК с просьбой отвести войска фронта за р. Псёл. Ставка не разрешила отход до создания фронтом обороны на этой реке, приказав удерживать Киев и совместно с Брянским фронтом задержать наступление конотопской группировки врага. Считая, что главнокомандующий Юго-Западного направления при резких расхождениях со Ставкой во взглядах на оценку создавшейся обстановки не сможет далее руководить войсками направления, И. В. Сталин освободил С. М. Буденного от занимаемой должности.
Совинформбюро. В течение 11 сентября наши войска вели упорные бои с противником на всём фронте.

## 12 сентября1941 года. 83-й день войны
Ленинградская оборонительная операция. Немецкий 41-й мотокорпус занял Красное Село и двигался к Пушкину, выходя на тылы 55-й армии.
Рославльско-Новозыбковская операция. Завершилась Рославльско-Новозыбковская операция войск Брянского фронта. Продвижение советских войск составило до 25 километров на отдельных направлениях, но разгромить или остановить продвижение 2-й танковой группы вермахта в тыл войскам Юго-Западного фронта они не смогли.
Киевская операция (1941). 1-я танковая группа и 17-я армия нанесли удар с кременчугского плацдарма на север навстречу войскам 2-й танковой группы и захватили Хорол и Лубны. 38-я армия Юго-Западного фронта, отсеченная от 26-й армии, отходила к Полтаве.
Тирасполь-Мелитопольская оборонительная операция. К исходу 12 сентября передовые части 11-й немецкой армии прорвались к Перекопскому перешейку.
Совинформбюро. В течение 12 сентября наши войска вели бои с противником на всём фронте. После упорных боёв наши войска оставили город Чернигов.

## 13 сентября1941 года. 84-й день войны
Ленинградская оборонительная операция. 13 сентября немецкие войска заняли Красногвардейск.
Киевская операция (1941). К 13 сентября 3-я танковая дивизия Моделя из 2-й танковой группы подошла к Лохвице с севера. Расстояние до 1-й танковой группы, между Лохвицей и Лубнами, составляло 30—40 километров.
Главнокомандующим Юго-Западного направления назначен С. К. Тимошенко.
Совинформбюро. В течение 13 сентября наши войска вели упорные бои с противником на всём фронте.

## 14 сентября1941 года. 85-й день войны
Моонзундская оборонительная операция (1941). 14 сентября началась высадка войск противника на остров Муху.
Ленинградская оборонительная операция. Г. К. Жуков вступил в должность командующего Ленинградским фронтом.
Киевская операция (1941). 14 сентября начальник штаба Юго-Западного фронта В. И. Тупиков информировал начальника Генерального штаба Б. М. Шапошникова о катастрофическом положении войск фронта. Начальник Генерального штаба назвал доклад В. И. Тупикова паническим, потребовал от командования направления и фронта сохранять хладнокровие.
Гальдер: Потери немецкой армии с 22 июня по 10 сентября 1941 года составили 459 511 человек. Среднесуточные — 5673.
Совинформбюро. В течение 14 сентября наши войска продолжали вести упорные бои с противником на всём фронте. После многодневных и ожесточённых боёв наши войска оставили г. Кременчуг.

## 15 сентября1941 года. 86-й день войны
Киевская операция (1941). 1-я танковая группа соединилась в районе Лохвицы со 2-й танковой группой, завершив окружение 5, 21, 26 и 37-й армий Юго-Западного фронта.
15 сентября. В Одессе введены карточки на отпуск воды для нужд населения.
Совинформбюро. В течение 15 сентября наши войска вели упорные бои с противником на всём фронте.

## 16 сентября1941 года. 87-й день войны
Ленинградская оборонительная операция. 38-й армейский корпус вышел к Финскому заливу на фронте шириной 4—5 км и отрезал 8-ю армию от основных сил Ленинградского фронта в районе Ораниенбаума. Образовался так называемый Ораниенбаумский плацдарм.
16 сентября. Закончились оборонительные бои войск Северо-Западного фронта на демянском направлении против войск группы армий «Север». Советские войска отошли на рубеж Ростань, Лычково, Сухая Нива, Большое Замошье, оз Селигер.
Киевская операция (1941). 16 сентября С. К. Тимошенко устно через начальника оперативного управления штаба Юго-Западного фронта И. Х. Баграмяна передал М. П. Кирпоносу распоряжение об отводе войск фронта на рубеж р. Псел. M. П. Кирпонос усомнился в его достоверности, поскольку оно противоречило приказу И. В. Сталина.
16 сентября началось наступление на Киев 29-го армейского корпуса. Одновременно южнее Киева, в районе Ржищева, Днепр форсировали соединения 34-го армейского корпуса 6-й армии.
Тирасполь-Мелитопольская оборонительная операция. Немецкие войска вышли к Чонгарскому мосту и Арабатской стрелке.
Совинформбюро. В течение 16 сентября наши войска вели бои с противником на всём фронте.

## 17 сентября1941 года. 88-й день войны
Моонзундская оборонительная операция (1941). 17 сентября противник высадился на острове Сааремаа.
Ленинградская оборонительная операция. Немецкие войска захватили Пушкин. 1-я танковая дивизия противника вышла к конечной остановке ленинградского трамвая в 12 км от центра города. 17 сентября соединения 4-й танковой группы снимаются с фронта и отправляются в тыл. Фронт покидают 41-й моторизованный корпус вместе со штабом 4-й танковой группы.
Киевская операция (1941). В 5 часов утра 17 сентября М. П. Кирпонос обратился в Москву за подтверждением решения главкома, так как связи со штабом С. К. Тимошенко он не имел. В 23 часов 40 минут вечера Б. М. Шапошников по поручению Ставки ответил, что Верховное Главнокомандование разрешает оставить Киев, но о выводе войск на реку Псел ничего не было сказано. Глубокой ночью М. П. Кирпонос отдал всем армиям фронта приказ с боем выходить из окружения.
17 сентября 2-й кавалерийский корпус перешёл в наступление на Ромны для оказания помощи войскам Юго-Западного фронта в выходе из окружения.
17 сентября. ГКО принял постановление «О всеобщем обязательном обучении военному делу граждан СССР», которое вводилось с 1 октября 1941 для граждан мужского пола в возрасте от 16 до 50 лет.
Гальдер: Потери немецкой армии с 22 июня по 16 сентября 1941 года составили 447 552 человек. Среднесуточные — 5144.
Иранская операция. Закавказский фронт завершил Иранскую операцию (25 августа — 17 сентября).
Совинформбюро. Удар по танковой группе Гудериана
Гитлеровцы ещё 3 сентября объявили о захвате Брянска немецкими войсками. Однако это сообщение, как и многие другие, явилось очередной выдумкой и бахвальством… Танковая группа Гудериана, потеряв таким образом две трети своих танков, оказалась отброшенной далеко от Брянска.
Ещё одна гитлеровская ложь
…Фашистское радио сообщило, будто бы германская армия в районе озера Ильмень разбила крупные силы трёх советских армий, которые якобы потеряли 53 тысячи человек пленными, 320 танков, 695 орудий. Это сообщение германского командования от начала до конца является ложью. На указанном участке фронта свыше месяца происходили и происходят упорные бои, в ходе которых наши войска понесли потери убитыми и ранеными до 30 тысяч человек…
По самым минимальным подсчётам, за время боёв на этом участке фронта немцы потеряли убитыми, ранеными и пленными не менее 45—50 тысяч человек. Таковы факты, а факты упрямая вещь. Не имея действительных успехов, немецкое командование вынуждено эти успехи выдумывать.[стиль]

## 18 сентября1941 года 89-й день войны
18 сентября. Приказом Народного комиссара обороны СССР 100, 161, 127 и 153-я дивизии Западного направления получили наименование 1, 2, 3 и 4-й гвардейских стрелковых дивизий.
Ленинградская оборонительная операция. Войска Ленинградского фронта остановили наступление противника на рубеже Лигово, Нижнее Кайрово, Пулково.
Киевская операция (1941). 21-й армии Юго-Западного фронта приказывалось наступать на Ромны навстречу войскам 2-го кавалерийского корпуса. 18 сентября наступление на Ромны с востока вслед за 2-м кавалерийским корпусом начала 129-я танковая бригада. Удар 5-й армии направлялся на Лохвицу. 26-й армии предстояло выходить через Лубны. Не имея связи с фронтом, войска 37-й армии продолжали упорную борьбу за Киев. Вскоре связь была потеряна и со штабами остальных армий.
Командующий фронтом М. П. Кирпонос принял решение отходить вместе с отступавшими частями на восток. В Пирятине при переправе через реку Удай группа штаба Юго-Западного фронта вместе с 289-й стрелковой дивизией подверглась ударам вражеской авиации и понесла большой урон. К утру 18 сентября в районе Городище удалось собрать около 3 тысяч бойцов и командиров и объединить их в несколько отрядов.
18 сентября. По приказу Ставки ВГК взорваны корабли Пинской военной флотилии, участвовавшие в обороне Киева.
Совинформбюро. Ожесточённые бои под Киевом
В течение последних дней под Киевом идут ожесточенные бои. Фашистско-немецкие войска, не считаясь с огромными потерями людьми и вооружением, бросают в бой всё новые и новые части. На одном из участков Киевской обороны противнику удалось прорвать наши укрепления и выйти к окраине города. Ожесточённые бои продолжаются.
Жульничество гитлеровцев
16 сентября Советское Информбюро сообщило о разгроме немецко-фашистского десанта, пытавшегося захватить остров Эзель, и о потоплении ряда немецких судов в этой операции 17 сентября гитлеровцы сделали смешную потугу опровергнуть это сообщение Советского Информбюро, заявив, что «германская армия никогда попыток к захвату острова не предпринимала, так как германское командование не видело в этом никакой необходимости»…
Итальянское радио пустило очередную утку о «советских самолётах над Южной Добруджей». На этот раз советские самолёты якобы сбросили над территорией Болгарии круглым счётом 6 парашютистов… Нет нужды доказывать, что Советский Союз не посылал и не мог посылать своих самолётов и парашютистов в Болгарию и что сия провокационная выдумка римского радио лишь ставит в смешное и глупое положение её авторов.

## 19 сентября1941 года. 90-й день войны

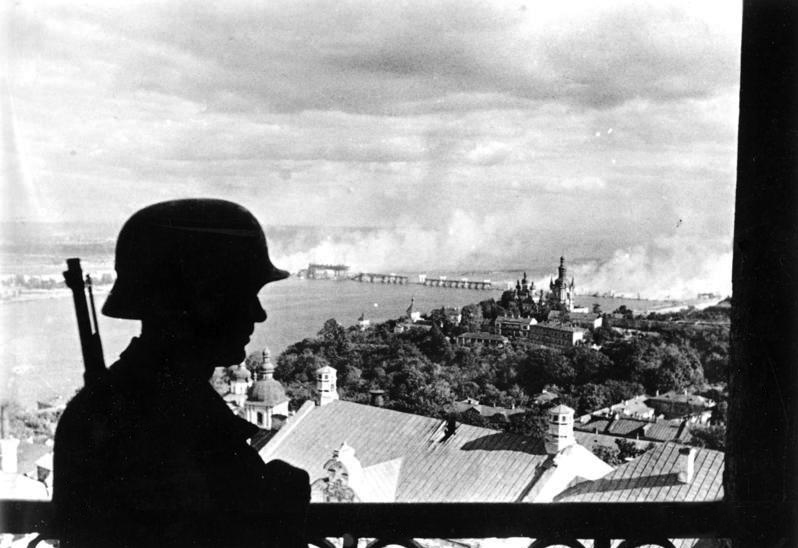
Один из постов Вермахта в Киеве, захваченном накануне. На заднем плане горит разрушенный мост через Днепр

Киевская операция (1941). 19 сентября 37-я армия оставила Киев и начала пробиваться из окружения. Военный совет и штаб Юго-Западного фронта под прикрытием отдельных частей 289-й стрелковой дивизии продолжали двигаться на восток в направлении Сенчи.
Гальдер: Восточнее Киева создано три котла, которые блокированы нашими крупными силами. Танковая группа Гудериана постепенно выводится из района боевых действий и уже может начать перегруппировку для выполнения новой задачи.
Тирасполь-Мелитопольская оборонительная операция. Немецкая 17-я армия с ходу заняла Полтаву.
Совинформбюро. В течение 19 сентября наши войска вели бои с противником на всём фронте и особенно ожесточённые под Киевом.

## 20 сентября1941 года. 91-й день войны
Синявинские операции (1941). В ночь с 19 на 20 сентября началась операция по деблокаде Ленинграда со стороны Ленинградского фронта. Переправившиеся через Неву части 115-й стрелковой дивизии захватили плацдарм в районе Дубровки, прозванный вскоре «невский пятачок»).
Киевская операция (1941). 20 сентября часть войск Юго-Западного фронта севернее Оржицы прорвала кольцо окружения и вышла на северо-восток.
20 сентября наступление на Ромны с востока вслед за 2-м кавалерийским корпусом начала 1-я танковая бригада.
К утру 20 сентября отряд, которым командовал И. Х. Баграмян, с боями прорвался в район Сенчи. Следовавшие за отрядом штаб фронта был окружен противником у хутора Дрюковщина, Сенчанского района. В ходе боя осколком снаряда был смертельно ранен командующий фронтом М. П. Кирпонос. Незначительной части работников штаба удалось пробиться к реке Суле.
20 сентября с целью образования внешнего фронта окружения немецкие войска атаковали 40-ю армию от Путивля на Бурынь. 40-я армия начала отходить на рубеж Весёлое — Ворожба — Белополье — Терны, закрепившись к 26 сентября на этом рубеже.
38-я армия пыталась выбить немецкие части из Полтавы, но успеха не имела и стала отходить на восток. 20 сентября немецкая 295-я пехотная дивизия 17-й армии заняла Красноград.
Тирасполь-Мелитопольская оборонительная операция. Войска 18-й и 9-й армий Южного фронта к 20 сентября отошли на фронт Днепровские плавни (к югу от Запорожья) — озеро Молочное и здесь задержали дальнейшее продвижение немецких войск. Попытка противника с ходу прорваться в Крым была сорвана 51-й Отдельной армией.
Совинформбюро. Гитлеровские обманщики скрывают свои потери
Гитлеровцы опубликовали данные о потерях немецкой авиации на Восточном фронте с 22 июня по 31 августа 1941 года. Фашистские лгуны заявляют, будто они за указанный период военных действий потеряли 725 самолётов и 6.900 лётчиков убитыми, ранеными и пропавшими без вести…
Поскольку гитлеровцы скрывают от немецкого населения подлинные потери своей авиации, Советское Информбюро сообщает действительные потери немецкой авиации: за три месяца войны уничтожено в воздушных боях, зенитной артиллерией и на аэродромах более 8.500 немецких самолётов, не считая потерь немцев при взлётах и посадках…

## 21 сентября1941 года. 92-й день войны
Ленинградская оборонительная операция. 21 сентября немецкий 39-й мотокорпус начал наступление через Неву навстречу финским войскам. 24 сентября был он остановлен и отброшен назад.
В двадцатых числах сентября Ю-87 2-й эскадры пикирующих бомбардировщиков VIII авиакорпуса произвели несколько налетов на корабли Краснознамённого Балтийского флота. 21 сентября немецкие летчики добились попадания в линкор «Октябрьская революция», находившийся в Морском канале. 23 сентября было достигнуто попадание в линкор «Марат», стоявший в Петровской гавани в Кронштадте.
Киевская операция (1941). 21 сентября наступление на Ромны с востока вслед за 2-м кавалерийским корпусом начала 100-я стрелковая дивизия И. Н. Руссиянова.
Совинформбюро. В течение 21 сентября наши войска вели бои с противником на всём фронте. После многодневных, ожесточённых боёв наши войска оставили Киев.

## 22 сентября1941 года. 93-й день войны
Одесская оборона (1941). 22 сентября морской и парашютный десанты, высаженные кораблями и авиацией Черноморского флота в районе Григорьевки, нанесли по немецко-румынским войскам удар с тыла. В это же время части одесского гарнизона перешли в наступление с фронта. Румынские войска с большими потерями отступили на 5—8 километров к северо-востоку. Артиллерия, обстреливавшая Одессу, оказалась в руках советских войск.
Совинформбюро. В течение ночи на 22 сентября наши войска вели бои с противником на всём фронте.

## 23 сентября1941 года. 94-й день войны
Оборона Заполярья. 14-я армия Карельского фронта и части морской пехоты при поддержке кораблей и авиации Северного флота нанесли контрудар против соединений армии «Норвегия» на мурманском направлении.
Совинформбюро. В течение 23 сентября наши войска вели бои с противником на всём фронте.

## 24 сентября1941 года. 95-й день войны
24 сентября. На международной конференции в Лондоне СССР присоединился к «Атлантической хартии».
Киевская операция (1941). 24 сентября 5-я кавалерийская дивизия 2-го кавалерийского корпуса перешла в наступление на юг в направлении Лохвицы, но там она встретилась с авангардом 9-й немецкой танковой дивизии и вынуждена была остановиться. Противник со стороны Ромн атаковал 100-ю стрелковую дивизию и 9-ю кавалерийскую дивизию, которые стали отходить на восток.
Совинформбюро. Фашистская брехня о советских потерях
…В первых числах сентября германское информационное бюро изумило весь мир тем, что одним взмахом пера «уничтожило» весь морской флот СССР… Незачем говорить о том, что никаких «кораблей советского флота» гитлеровцы не потопили и советских пароходов не сожгли. Дело сложилось как раз наоборот: за последнее время советские моряки потопили 14 немецких транспортов и кораблей и один финский броненосец; повреждены и выведены из строя 10 немецких транспортов и миноносцев.
То же самое следует сказать и о другой фашистской брехне, согласно которой одна танковая дивизия гитлеровцев будто бы уничтожила под Ленинградом 302 советских танка. На самом деле никаких 302 советских танков ни под Ленинградом, ни в каком-либо другом месте гитлеровцы «на днях» не уничтожали.

## 25 сентября1941 года. 96-й день войны
Совинформбюро. В течение 25 сентября наши войска вели бои с противником на всём фронте.
Очередная фальшивка гитлеровцев о советских потерях
Фашистские пустобрёхи из главного командования германской армии 24 сентября разразились ещё одной очередной фальшивкой. Теперь их уже не удовлетворяют десятки взмахом пера «уничтоженных» советских танков и тысячи «взятых» в плен красноармейцев. К подобной брехне немецкая публика настолько привыкла, что её нельзя уже удивить такой обычной для фашистов ложью. Учтя это, гитлеровцы решили соврать позабористее. На утеху себе они торжественно вещают о захвате в районе Киева 570 советских танков и 380 тысяч пленных… Существо неумной брехни немецких фашистов состоит в том, что они свой план выдают за действительность.
Жульнические попытки немецкого командования создать себе незаслуженную славу
В своё время немцы прокричали на весь мир, что они прорвали французскую укреплённую линию «Мажино». На самом деле немцы линии «Мажино» не прорывали, они её обошли…
Этот трюк немецкие захватчики повторили и при вероломном нападении на Советский Союз, когда они заявили, что якобы прорвали «линию Сталина». Советское Информбюро разъяснило, что укреплённого района «линии Сталина» не существовало, а были укрепления обычного полевого типа. «Линию Сталина» немцы выдумали опять-таки для того, чтобы приписать себе незаслуженные успехи и славу.
Теперь гитлеровцы в третий раз жульнически пытаются повторить тот же самый трюк.
Немецкий журнал «Милитерише корреспонденц аус Дейчланд» в одной из своих статей пишет о превосходстве оборонительной системы Ленинграда по сравнению с линией «Мажино»… Делают гитлеровцы это для того, чтобы, во-первых, оправдать свои огромные потери, какие они понесли на подступах к Ленинграду; во-вторых, для того, чтобы объяснить, почему срывается их хвастливый план захвата Ленинграда, назначенного на конец августа…

## 26 сентября1941 года. 97-й день войны
Синявинские операции (1941). 26 сентября завершилась Синявинская операция. Прорвать блокаду Ленинграда сразу же после её образования не удалось. 54-ю армию подчинили штабу Ленинградского фронта, вместо Г. И. Кулика её возглавил М. С. Хозин.
Киевская операция (1941). Завершилась Киевская операция (7 июля — 26 сентября). В ходе ожесточённых боев советские войска оставили Киев и ряд районов Левобережной Украины, понеся при этом тяжёлые потери. Советские войска отвлекли значительные силы группы армий «Центр» на юг, что задержало наступление противника на московском направлении.
Продолжительность операции — 82 суток. Ширина фронта боевых действий — 300 км. Глубина отхода советских войск — 600 км. Численность войск — 628500 чел. Безвозвратные потери — 616304 (98,0 %). Санитарные — 84240. Всего — 700544. Среднесуточные — 8543.
26 сентября. В боевом приказе от 26 сентября войскам группы армий «Центр» ставились конкретные задачи по проведению операции по захвату Москвы под кодовым названием «Тайфун».
26 сентября. Войска группы армий «Юг» начали прорыв укреплённых позиций у Перекопа.
Совинформбюро. Разгром румынских дивизий под Одессой
…22 сентября наши войска комбинированным ударом пехотных частей и десанта моряков, заброшенного нашими кораблями в тыл противника, нанесли сильный внезапный удар по румынским войскам на подступах к Одессе. Действия наземных войск были поддержаны огнём нескольких кораблей Черноморского флота и авиацией.
В результате успешно проведённой операции наших войск румыны понесли серьёзные потери людьми и вооружением. Общие потери румын убитыми, ранеными и пленными составляют не менее 5.000 — 6.000 солдат; из них убитыми 2.000 человек…

## 27 сентября1941 года. 98-й день войны
27 сентября. Советское правительство признало генерала Ш. де Голля «как руководителя всех свободных французов, где бы они ни находились», выразило готовность оказывать помощь антифашистскому движению «Свободная Франция».
27 сентября. В Москве представителями советского Верховного Главнокомандования и чехословацкого Верховного командования подписано Соглашение, регламентировавшее формирование и деятельность чехословацких воинских частей на территории СССР.
27 сентября. В директивах от 27 сентября Ставка Верховного Главнокомандования приказала фронтам перейти к упорной обороне, мобилизовать все саперные силы фронтов, армий и дивизий на укрепление оборонительных рубежей, отрыть на всем фронте окопы полного профиля в несколько линий с ходами сообщения, прикрыть их проволочными заграждениями и противотанковыми препятствиями. Одновременно приказывалось готовить новые оборонительные рубежи в тылу фронтов. Командующие фронтами получили также указания постепенно накапливать фронтовые и армейские резервы, выводя в ближайший тыл наиболее ослабленные дивизии для пополнения и усиления.
Бабий Яр. 27 сентября произошёл первый расстрел в урочище Бабий Яр в северо-западной части Киева.
Гальдер: Потери немецкой армии с 22 июня по 23 сентября 1941 года составили 522 833 человек. Среднесуточные — 5562.
Совинформбюро. В течение 27 сентября наши войска вели бои с противником на всём фронте.
27 сентября. 27 сентября 1941 года у дер. Верховье Кадуйского района Вологодской области при налете немецкой авиации был разбомблен 14-й воинский эшелон, следующий на Ленинград. Погибло 340 советских солдат. Похоронили бойцов местные жители в двух братских могилах у железнодорожного полотна, личности не устанавливали, документы не изымали (воспоминания очевидцев, взятые из Кадуйского краеведческого музея). Имена многих погибших до сегодняшнего дня неизвестны.

## 28 сентября1941 года. 99-й день войны
Тирасполь-Мелитопольская оборонительная операция. Завершилась Тирасполь-Мелитопольская оборонительная операция (27 июля — 28 сентября) Южного фронта. Численность войск — 280510 чел. Безвозвратные потери — 75424 (26,9 %). Санитарные — 46226. Всего — 121650. Среднесуточные — 1901.
Группа армий «Юг» 13-я танковая дивизия В. Дюверта 1-й танковой группы форсировала реку Орель и соединилась с немецкими войсками на Днепропетровском плацдарме. В результате этого у Днепропетровска была окружена 273-я стрелковая дивизия.
28 сентября. В Крыму советские войска отошли на Ишуньские позиции.
Совинформбюро. В течение 28 сентября наши войска вели бои с противником на всём фронте.

## 29 сентября1941 года. 100-й день войны
Донбасско-Ростовская стратегическая оборонительная операция. Началась Донбасско-Ростовская стратегическая оборонительная операция (29 сентября — 16 ноября). Проводилась войсками Южного фронта и левого крыла (6-я армия) Юго-Западного фронта. В рамках данной операции проведены: Донбасская оборонительная операция и Ростовская оборонительная операция (см. карту — Донбасская оборонительная операция (29 сентября — 4 ноября 1941 г.)).
29 сентября 1-я танковая группа перешла в наступление из района Днепропетровска в юго-восточном направлении и прорвала оборону на правом фланге 12-й армии И. В. Галанина.
Совинформбюро. В течение 29 сентября наши войска вели упорные бои с противником на всём фронте.

## 30 сентября1941 года. 101-й день войны
Ленинградская оборонительная операция. К 30 сентября линия фронта под Ленинградом стабилизировалась и оставалась практически неизменной до прорыва блокады в январе 1944 года.
Завершилась Ленинградская стратегическая оборонительная операция (10 июля — 30 сентября 1941 г.). Продолжительность операции — 83 суток. Ширина фронта боевых действий — 450 км. Глубина отхода советских войск — 270—300 км. Численность войск — 517000 чел. Безвозвратные потери — 214078 (41,4 %). Санитарные — 130848. Всего — 344926. Среднесуточные — 4155.
Битва за Москву. Началась Московская стратегическая оборонительная операция (30 сентября — 5 декабря 1941 г.). Проводилась войсками Западного, Резервного, Брянского и Калининского фронтов. В рамках данной операции проведены: Орловско-Брянская операция, Вяземская операция, Можайско-Малоярославецкая операция, Калининская оборонительная операция, Тульская оборонительная операция, Клинско-Солнечногорская оборонительная операция и Наро-Фоминская операция.
30 сентября началась немецкая операция «Тайфун». Неожиданно для советских войск 2-я танковая группа Гудериана группы армий «Центр» перешла в наступление и к исходу дня прорвала оборону 50-й и 13-й армий Брянского фронта А. И. Ерёменко. Главный удар через Глухов на Орел наносил 24-й корпус Гейера. Правее него должен был наступать через Путивль 48-й корпус Кемпфа, а левее из района Шостка — 47-й. Фланги танковых клиньев обеспечивали пехотные соединения 34-го й 35-го армейских корпусов. Началась Орловско-Брянская операция.
Харьковская операция (1941). Началась Сумско-Харьковская оборонительная операция (30 сентября — 30 ноября) Юго-Западного фронта против войск группы армий «Юг».
Одесская оборона (1941). Ставка Верховного Главнокомандования 30 сентября приказала Военному совету Черноморского флота эвакуировать Одесский оборонительный район и его войсками усилить оборону Крымского полуострова.
Гальдер: Потери немецкой армии с 22 июня по 26 сентября 1941 года составили 534 970 человек. Среднесуточные — 5515.
Совинформбюро. В течение 30 сентября наши войска вели бои с противником на всём фронте. После упорных боёв наши войска оставили г. Полтаву.

## Перечень карт
- Общий ход военных действий в первом периоде войны. Июнь 1941 г. — ноябрь 1942 г.
- [dic.academic.ru/pictures/bse/gif/0237149994.gif Киевская оборонительная операция 7 августа — 26 сентября 1941 г.]
- Ленинградская оборонительная операция. 10 августа — 30 сентября 1941 г.
- [dic.academic.ru/pictures/sie/smolen_obor_oper.jpg Смоленская оборонительная операция. 10 августа — 10 сентября 1941 г.]
- Ельнинская операция. 30 августа — 9 сентября 1941 г.
- Донбасская оборонительная операция (29 сентября — 4 ноября 1941 г.)).
- Московская стратегическая оборонительная операция (30 сентября — 5 декабря 1941 г.)

## Список литературы
- Гальдер Ф. Военный дневник. Ежедневные записи начальника Генерального штаба Сухопутных войск 1939—1942 гг. — М.: Воениздат, 1968—1971.
- История Великой Отечественной войны Советского Союза 1941—1945. Том 2. Воениздат. МО СССР М.—1961
- Исаев А. В. Котлы 41-го. История ВОВ, которую мы не знали. — М.: Яуза, Эксмо, 2005.
- Исаев А. В. От Дубно до Ростова. — М.: АСТ; Транзиткнига, 2004.